# Luis Fernando Silva
Luis Fernando Silva Ochoa (Morelia, Michoacán, México; 23 de marzo de 1989) es un futbolista mexicano. Juega como defensa central, lateral derecho y mediocampista. Actualmente milita en el Club de Fútbol Atlante de la Liga de Ascenso MX.

### Monarcas Morelia
Debutó el día 26 de julio del 2009 en el inicio del Apertura 2009 en un partido en el Estadio Morelos contra Santos Laguna, que terminó 1-1.
Es surgido de las Fuerzas Básicas Del Monarcas Morelia y después de pasar varios años jugando para los equipos filiales del Morelia (Monarcas Morelia A y ahora Mérida FC) y para la selección nacional Sub-20 de México, con la llegada de Luis Fernando Tena al equipo, éste lo llamó al primer equipo, pero no debutaría sino hasta que Tomás "El Jefe" Boy le dio la oportunidad de ganarse un puesto titular. Ha ganado la copa MX y la Superliga Norteamericana con Monarcas.
Volvió al filial del Morelia el Neza Fc.

### Atlante
En el verano del 2015 es fichado por el Atlante.

## Clubes
| Club             | País   | Año           | PJ (enlace roto disponible en Internet Archive; véase el historial, la primera versión y la última). | Goles |
| ---------------- | ------ | ------------- | --- | ----- |
| Monarcas Morelia | México | 2009-2015     | 20                                                                                                   | 0     |
| Atlante          | México | 2015-presente | 13                                                                                                   | 1     |

## Palmarés

### Campeonatos nacionales
| Título       | Equipo           | Sede   | Año  |
| ------------ | ---------------- | ------ | ---- |
| Copa Mx      | Monarcas Morelia | México | 2013 |
| SuperCopa MX | Monarcas Morelia | México | 2014 |

### Campeonatos amistosos
| Título                   | Equipo           | Sede   | Año  |
| ------------------------ | ---------------- | ------ | ---- |
| SuperLiga Norteamericana | Monarcas Morelia | México | 2010 |

- Datos: Q6700571